# U2
U2 je irská rocková skupina založená roku 1976. Jejími členy jsou: Bono (vlastním jménem Paul David Hewson) – vokály, kytara, the Edge (vlastním jménem David Howell Evans) – kytara, občas klávesy, vokály, doprovodné vokály, Adam Clayton – baskytara a Larry Mullen, Jr. – bicí a perkuse. Hudební styl U2 má kořeny v post-punku, postupně se vyvinul dále, ale zachoval hymnickou kvalitu postavenou na Bonových expresivních vokálech a na efektech kytarových textur kytaristy Edge. Jejich texty, často zdobené duchovními obrazy, se zaměřují na osobní a sociopolitická témata. Populární se také stala jejich živá vystoupení a skupina také během kariéry uspořádala několik ambiciózních a propracovaných tour.
Kapela patří mezi nejprodávanější rockové skupiny na světě. Za více než čtyři desítky let existence vydali 14 studiových alb a odhadem prodali 150-170 milionů hudebních nosičů. Získali 22 cen Grammy - více než kterákoli jiná skupina a v roce 2005 byli uvedeni do Rock and Roll Hall of Fame v prvním roce jejich způsobilosti. Časopis Rolling Stone umístil skupinu U2 ve své žebříčku 100 největších umělců všech dob na 22. pozici. Po celou dobu své kariéry se skupina jako celek nebo členové jako jednotlivci účastní kampaní v oblasti lidských práv a sociální spravedlnosti, včetně Amnesty International, Jubilee 2000, ONE/DATA, Red Product, War Child a Music Rising.

## Historie
Členové kapelu zformovali jako teenageři, když chodili na Mount Temple Comprehensive School. Během čtyř let podepsali smlouvu s Island Records a vydali debutové album Boy (1980). Následná práce, jako jejich první album, které ve Spojeném království dosáhlo první příčky, War (1983) a singly "Sunday Bloody Sunday" a "Pride (In the Name of Love)", pomohly vytvořit pověst U2 jako politicky a společensky uvědomělé skupiny. V polovině 80. let se stali světově známí svým živým vystupováním, zdůrazněným na Live Aid v roce 1985. Páté album skupiny, The Joshua Tree (1987), z nich udělalo mezinárodní hvězdy a bylo jejich největším úspěchem, komerčním i ceněným kritikou. V hudebních žebříčcích po celém světě dosahovalo předních příček a pocházejí z něj jejich jediné singly, které k dnešnímu dni v USA dosáhly první příčky: "With or Without You" a "Still Haven't Found What I'm Looking For".

### Začátky (1976–1980)
Vznik skupiny inicioval tehdy čtrnáctiletý Larry Mullen Jr., který v říjnu 1976 vyvěsil na nástěnku gymnázia Mount Temple (anglicky Mount Temple Comprehensive School) v irském Dublinu výzvu k založení kapely. Uvedl informaci, že si koupil bicí a shání někoho s kytarou. První setkání, konkurs, proběhlo v kuchyni u Mullenů a kromě Larryho se jej zúčastnili bratři Dave a Dick Evansovi, Adam Clayton, Paul Hewson, Peter Martin a Ivan McCormick. Poslední dva jmenovaní se pak nedostavili na žádné další zkoušky. Zbývají hudebníci vytvořil skupinu, pojmenovanou Feedback (Zpětná vazba), podle The Edge to bylo to jediné, co tehdy bylo z jejich produkce slyšet.
Členové skupiny na začátku nebyli spokojeni s kvalitou zpěvu a hrou na kytaru Paula Hewsona, přemýšleli, že ho nahradí někým jiným, ovšem na prvním koncertu se Hewson projevil jako showman. To rozhodlo, že jej v kapele nechají. Ke konci roku 1976 skupina vyhrála školní talentovou soutěž se svou verzí písně Show Me The Way (původně od Petera Framptona).
Po 18 měsících zkoušení si kapela změnila jméno na The Hype (zhruba očekávání, poprask, nadměrná reklamní masáž, ale také narkoman) a začala vystupovat v klubech. Hrála cover verze písní od Sex Pistols a Clash. 17. března 1978 (irský svátek sv. Patrika) se zúčastnili soutěže v Limericku, kterou vyhráli a získali odměnu 500 irských liber a možnost vytvořit demo nahrávku ve studiu CBS Records.
Na radu dublinského punk rockového guru Steva Averilla si kapela změnila název na U2. Název byl vybrán proto, že vyvolával zajímavé konotace ke skutečným věcem: letadlo Lockheed U-2, nebo ponorka U2, aféra za studené války, číslo linky metra v Berlíně, ale přitom nenaznačoval nic konkrétního.

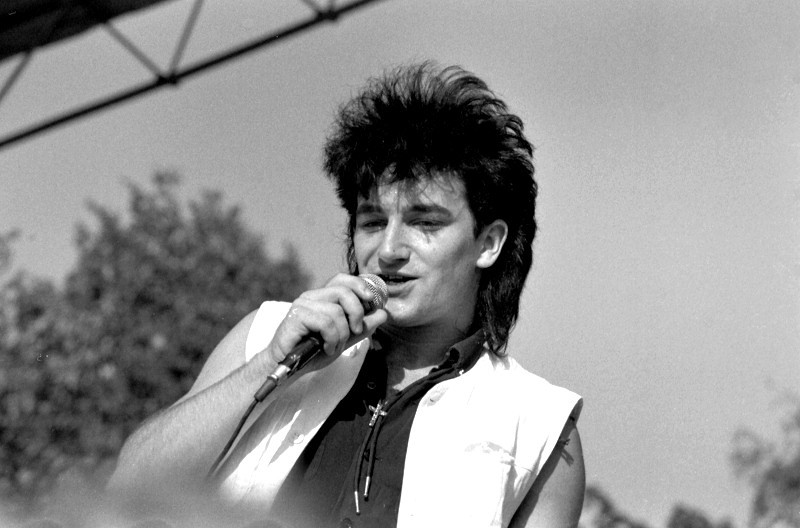
Bono Vox v roce 1983

V březnu 1978 z kapely odešel Dick Evans. Od té doby hraje skupina ve stejném složení. V květnu 1978 se manažerem kapely stal Paul McGuiness.

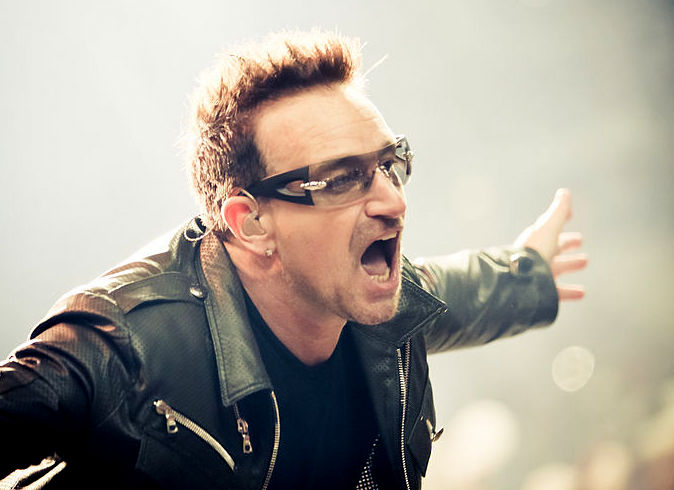
Bono v roce 2011 při světové tour

V září 1979 U2 vydali své první EP nazvané U2-3, které obsahovalo tři písně a dostalo se na první místo irské hitparády. V prosinci U2 uspořádali několik koncertů v Londýně, ale bez většího zájmu kritiků a publika.

### Boy a October (1980–1981)

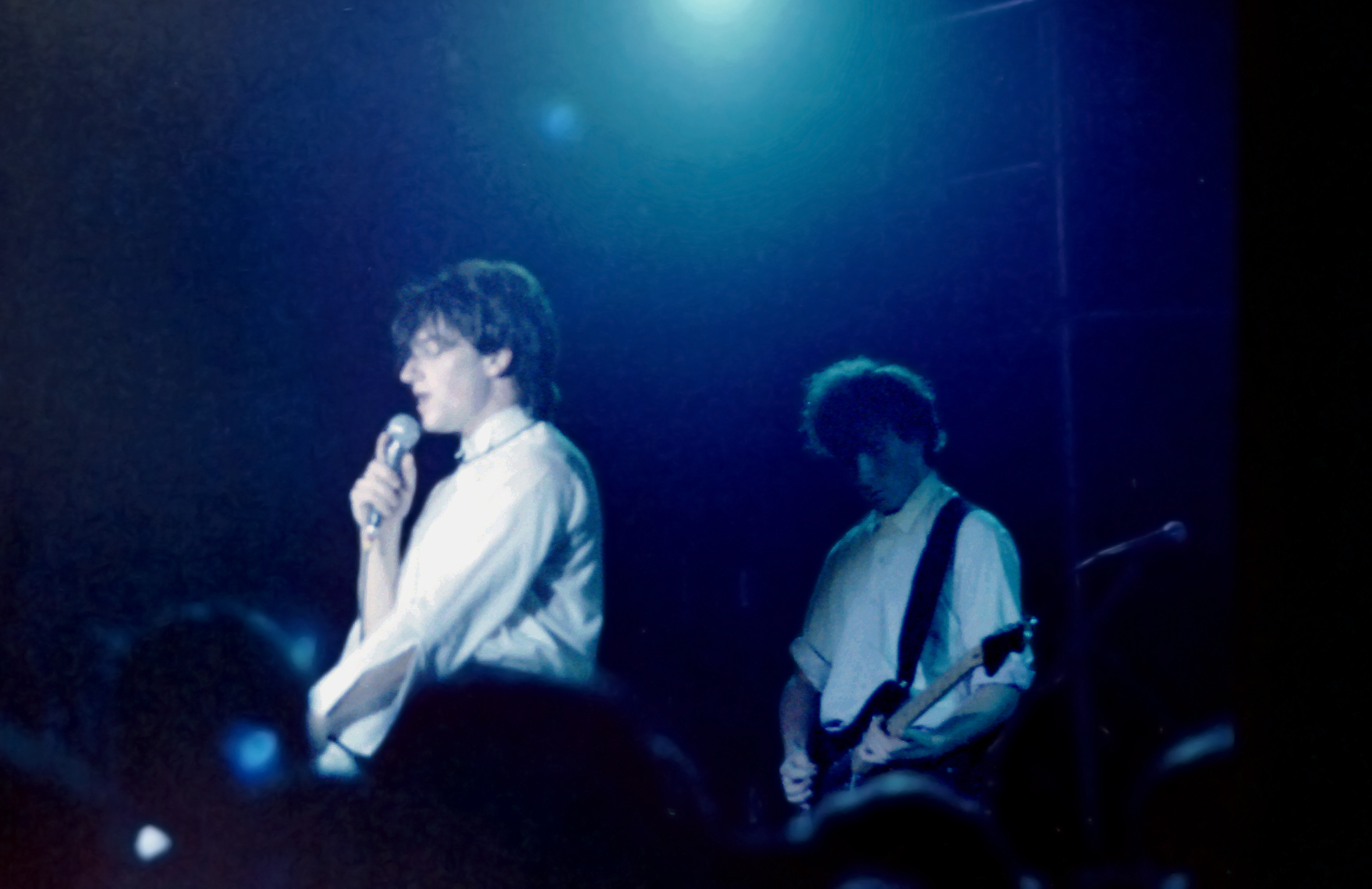
Bono a the Edge během "Boy Tour" v květnu 1981

V březnu roku 1980 se skupina rozhodla, že už má dostatek materiálu na celé album, které ovšem CBS Records odmítla, takže U2 podepsali smlouvu s firmou Island Records a v říjnu pak vydali album Boy (Chlapec). Album se setkalo s příznivým ohlasem kritiků a jako debut je hodnoceno výrazně kladně. Následovalo menší turné po Velké Británii, ale také první turné mimo ni – po východním pobřeží USA a po několika evropských městech. Turné bylo úspěšné a kritici skupinu označovali jako skutečně nadějnou.
I přes krádež Bonovy aktovky s veškerými texty 12 týdnů před začátkem nahrávání vydali U2 v říjnu 1981 druhé album, nazvané October (Říjen). V textech písní na tomto albu se už zcela nepokrytě projevila náboženská víra členů kapely (např. v písních Gloria či With a Shout) – Bono, The Edge i Larry byli oddanými křesťany a nijak to neskrývali. V té době se také stali členy dublinské náboženské skupiny Shalom, přičemž zvažovali rozchod U2, neboť si nebyli jisti, zda mohou pokračovat jako rocková skupina, aniž by to ohrožovalo jejich náboženské cítění. Tato nejistota se projevila i na albu, které nebylo tak úspěšné, jak se od U2 čekalo.

### War, a Under a Blood Red Sky (1983)

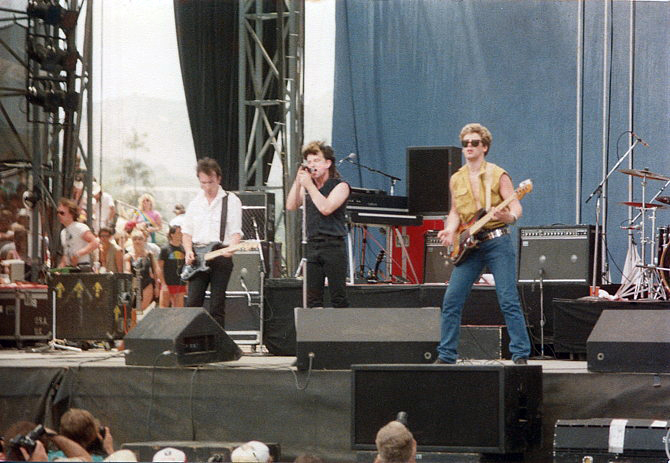
U2 vystupují na US Festivale v květnu 1983

Částečný neúspěch alba October byl zcela zapomenut, když v roce 1983 U2 vydali další album, War (Válka). Z alba pochází jedna z nejznámějších písní U2, Sunday Bloody Sunday (Neděle, Krvavá neděle). Tato píseň je reakcí na severoirské spory, její název odkazuje na masakr tzv. Krvavé neděle z 30. ledna 1972, při kterém bylo ve městě Derry britskými vojáky zabito 13 neozbrojených účastníků protestního pochodu (a zraněno mnoho dalších). V písni se kromě odkazů na tuto událost („I can't believe the news today“, „nemohu uvěřit dnešním zprávám“) objevují citace z Bible („mother's children; brothers, sisters torn apart“, „syna proti jeho otci, dceru proti matce, snachu proti tchyni“, Mt 10,35; „we eat and drink while tomorrow they die“, „jezme a pijme, neboť zítra zemřeme“, 1K 15,32) a píseň končí výzvou křesťanům, aby spolu přestali bojovat a přijali Ježíšovo vítězství. Někteří píseň pochopili jako podporu irského boje a Prozatímní IRA, Bono takový výklad striktně odmítl tím, že na koncertech píseň uváděl slovy: „Tohle není rebelská píseň, tohle je Sunday Bloody Sunday“ a při písni mával bílým praporem.
Z alba pochází také píseň New Year's Day (Nový rok), inspirovaná polským hnutím Solidarita. Tato píseň byla vydána jako první singl alba a byla prvním mezinárodním hitem skupiny – v Británii dosáhla na desátou příčku žebříčku a hudební televize MTV ji velice často zařazovala do vysílání, což pro U2 znamenalo výraznou propagaci u amerického publika.
Následující turné obsahovalo množství vyprodaných koncertů v Evropě a USA, z turné byla vydána živá nahrávka a filmový záznam koncertu v Red Rocks pod názvem Under a Blood Red Sky (Pod krvavě rudou oblohou). Díky těmto úspěchům kapela uzavřela s nahrávací společností novou výhodnější smlouvu.

### The Unforgettable Fire (1984)

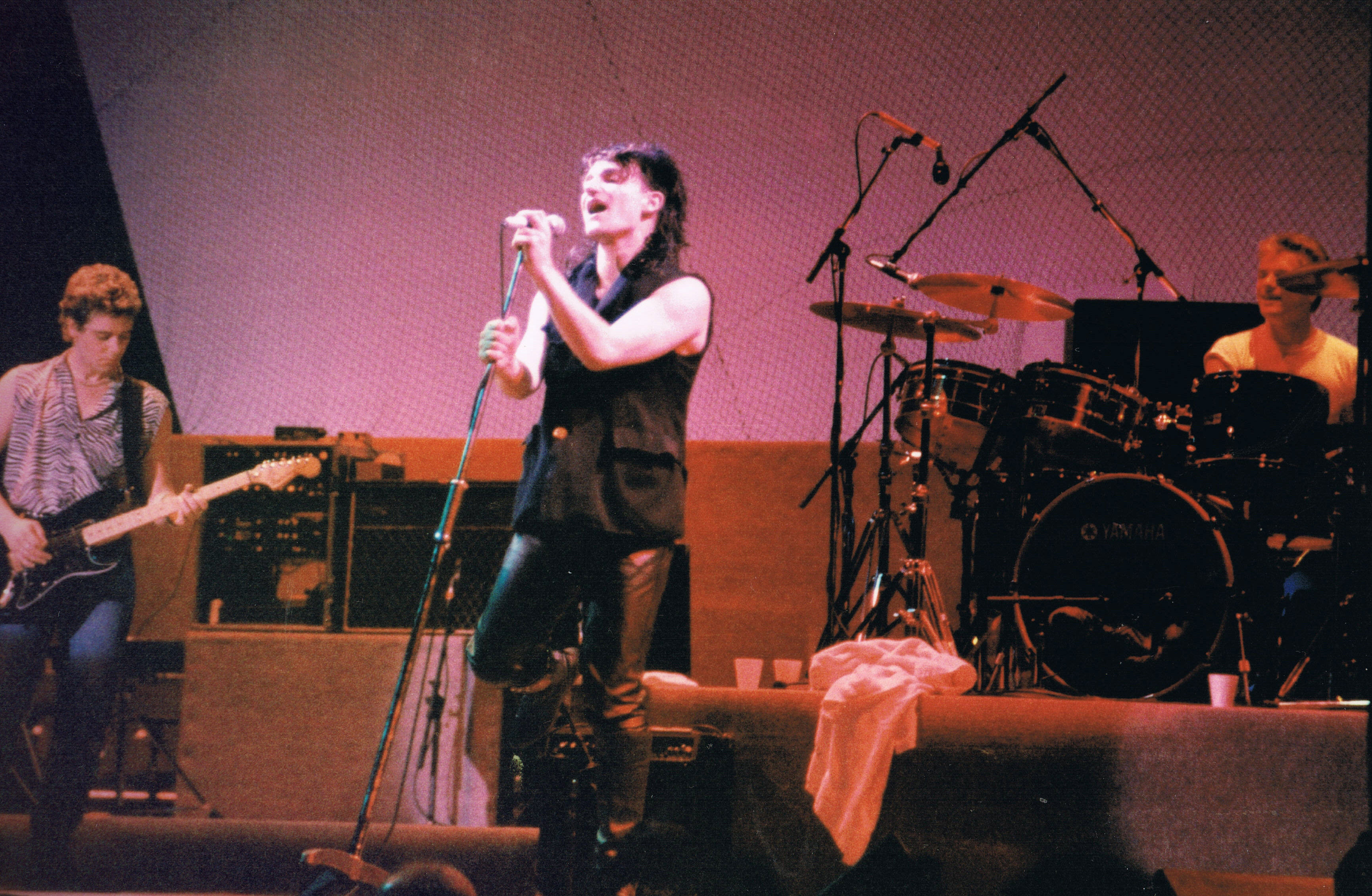
U2 v Sydney v září 1984 během the Unforgettable Fire Tour

Čtvrté studiové album produkovali Brian Eno a Daniel Lanois (do té doby byl producentem Steve Lillywhite), vyšlo v roce 1984 pod názvem The Unforgettable Fire (Nezapomenutelný oheň; jednalo se o název výstavy obrazů vytvořených lidmi, kteří přežili atomové výbuchy v Hirošimě a Nagasaki). V textech písní se objevují politické motivy – píseň Pride (In the Name of Love) (Hrdost (Ve jménu lásky)) je vzpomínkou na aktivistu za lidská práva Martina Luthera Kinga, stejně jako jmenovitě věnovaná píseň MLK. Píseň Bad (Špatný) pojednává o závislosti na heroinu; v tehdejší době se v Dublinu výrazně rozmáhaly problémy s drogami.

### Wide Awake in America a Live Aid (1985)
Na přelomu roku vydali U2 krátké (čtyř písňové) album Wide Awake in America, po kterém následovalo velice úspěšné turné. Ačkoli osmdesátá léta byla teprve v polovině, hudební časopis Rolling Stone je označil za „kapelu osmdesátých let“ a tvrdil, že „pro rostoucí počet fanoušků rock&rollu se U2 stává nejvýznamnější skupinou, možná tou jedinou, která má význam.“
S takto rostoucí popularitou se U2 pomalu propracovávali do kategorie „stadiónových kapel“; příležitost, jak to dokázat, se naskytla při gigantické humanitární akci Live Aid – v roce 1985 propukl v Etiopii hladomor a v červenci roku 1985 uspořádali Bob Geldof a Midge Ure pro podporu boje s hladomorem koncert, který se současně konal v londýnském Wembley a filadelfském JFK Stadium (a několik menších koncertů na dalších místech), přičemž koncerty byly spojeny satelitní spojením a koncert byl živě vysílán v televizi. Odhaduje se, že koncert sledovalo asi 1,5 miliardy lidí ze sto zemí světa. U2 se koncertu měli zúčastnit, ovšem zdaleka se nečekalo, že budou hlavní hvězdou; předvedená 13 minutová verze písně Bad, v průběhu které Bono sešel s pódia a zatancoval si s fanynkou, zajistila U2 obrovskou popularitu a postavení jedné z nejlepších hudebních skupin na světě. Hned v září se Bono s manželkou Ali vydal do Etiopie, kde šest týdnů pracovali v utečeneckém táboře a sirotčinci; tato zkušenost se odráží v jeho boji za podporu třetího světa, ve kterém pokračuje dodnes.
Zatímco v Live Aid ještě U2 byli jen jedním z účastníků, v roce 1986 byli na charitativním turné Conspiracy of Hope (Spiknutí naděje), pořádaném společností Amnesty International, již hlavní hvězdou. V průběhu tohoto šestitýdenního projektu pomohli Amnesty International ztrojnásobit počet registrovaných příznivců.

### The Joshua Tree a Rattle and Hum (1987–1988)
Nesmazatelně se do rockové historie U2 zapsali svým dalším studiovým albem The Joshua Tree (název kalifornského národního parku, ve kterém roste juka krátkolistá, anglicky označované jako Joshua tree, Jozueho strom). V žebříčku 500 nejlepších alb historie časopisu Rolling Stone se album umístilo na 26. místě, do dneška se ho prodalo cca 16 milionů kopií, takže je komerčně nejúspěšnějším albem skupiny. Album v USA i UK překonalo rychlost v prodeji, ve Velké Británii získalo album platinovou desku za 28 hodin, v USA za 40 hodin. V USA bylo na prvním místě hitparády devět týdnů, v britské hitparádě se drželo 129 týdnů, přičemž se do ní ještě dvakrát vrátilo (v letech 1992 a 1993), první místo hitparád dosáhlo ve 22 zemích světa. Díky úspěchu alba se kapela objevila na titulní stránce časopisu Time z 29. dubna 1987 s titulkem Rock's Hottest Ticket („Nejžhavější rockový lístek“). Na cenách Grammy v roce 1988 získalo album cenu Album roku.
I na tomto albu pokračují náboženské a politické motivy – I Still Haven't Found What I'm Looking For (Dosud jsem nenašel to, co hledám) je osobní píseň o vnitřních sporech víry a pokušení, Bullet the Blue Sky (Rozstřílejte modré nebe) je odsouzení americké politiky vyzbrojování povstalců v Salvadoru, Mothers of the Disappeared (Matky zmizelých) je žalozpěv věnovaný sdružení Asociación Madres de Plaza de Mayo, které sdružuje matky unesených z doby politického převratu v Argentině v roce 1978, Running to Stand Still pojednává o drogové závislosti.
Následující stadiónové turné bylo obrovským úspěchem, např. na koncert v Holandsku se všech 92 000 lístků prodalo během hodiny. V průběhu turné kapela vytvořila album Rattle and Hum (Rachot a šum), které je částečně živou nahrávkou koncertů, ale jsou zde i zcela nové písně. Na turné kapela vystupovala s B. B. Kingem (nahráli spolu píseň When Love Comes to Town, Když do města dorazí láska) a Bobem Dylanem (s ním vytvořili duet Love Rescue Me, Lásko, zachraň mě). Navíc v roce 1989 vyšel také stejnojmenný koncertní film s prvky dokumentu věnovaný turné po USA. Film byl natočen 16mm černobílou kamerou a z původních 160 hodin záznamu v něm nakonec zůstalo 90 minut; tento film se ale mimo fanoušky s výrazněji kladným ohlasem nesetkal a nápad samotný byl kritizován jako projev přehnané namyšlenosti.

### Achtung Baby, ZooTV a Zooropa (1991–1994)

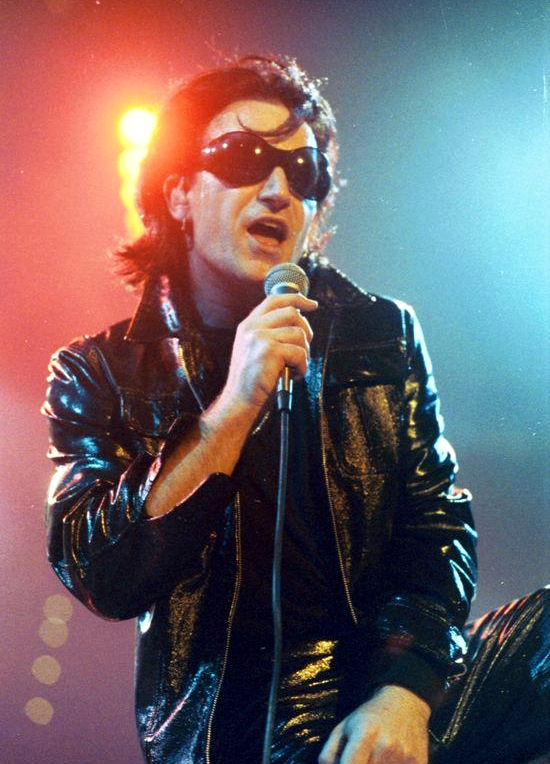
Bono v březnu 1992 během Zoo TV Tour představující jeho personu známou jako "The Fly".

Téměř tři roky nepřetržitě trvající koncertní šňůry (zakončené sérií Lovetown Tour) uzavřel dublinský koncert 30. prosince 1989, na kterém Bono oznámil, že „V posledních měsících jsme se výborně bavili […], tohle je prostě konec něčeho pro U2. […] Jenom – potřebujeme odejít a všechno si znovu vysnít.“ Toto prohlášení vyvolalo spekulace o rozpadu kapely, které přiživovala i dlouhá přestávka. Přestože Bono tímto prohlášením rozchod na mysli neměl, i ten v následujících měsících hrozil. Kapela se totiž rozhodla další album vytvořit v čerstvě sjednoceném Berlíně, ale po počátečním nadšení se množily hádky a spory a až radost z vytvoření písně One vrátila skupině optimismus. V průběhu nahrávání navíc byly z hotelového pokoje odcizeny některé počáteční nahrávky a později se veřejně šířily (nejznámější z nich je bootleg nazvaný Salome).
Nakonec však nové album vzniklo, i když z berlínského natáčení zůstalo jen několik nahrávek a inspirace pro titul; 18. prosince 1991 vyšlo album Achtung Baby. Na albu je vidět výrazná změna zvuku kapely, některé písně (One, Mysterious Ways) jsou ještě podobné předchozím albům z 80. let, na jiných (např. Zoo Station) je vidět vliv elektronické hudby a stylem už patří do 90. let. Spolu s albem The Joshua Tree je Achtung Baby kritiky označováno jako nejlepší album od U2. V anketě hudebního časopisu Q v roce 1998 označili čtenáři Achtung Baby jako 15. nejlepší album historie, v roce 2003 se v podobné anketě televize VH1 umístilo na 65. místě. V roce 2003 byla také v žebříčku časopisu Q píseň One označena jako nejlepší píseň všech dob.
Na začátku roku 1992 bylo zahájeno dlouho očekávané turné, nazvané Zoo TV. Turné bylo megalomanským multimediálním podnikem, U2 předstírali přijetí šoubyznysového stylu, diváky ohromovaly desítky obrazovek, světelné efekty, kostýmy pro členy kapely, jedenáct pomalovaných Trabantů rozmístěných okolo scény, satelitní televizí a videoklipy se subliminálními zprávami. Při koncertech Bono zkoušel telefonovat na různá místa, o jeho snaze dovolat se v noci prezidentovi USA Georgi Bushovi se prezident dokonce zmínil v průběhu předvolební kampaně. V průběhu přestávky v turné se kapela zastavila ve studiu, ale místo původně plánovaného doplňkového EP vzniklo plnohodnotné LP album nazvané Zooropa, vydané v červenci 1993.
Zooropa stylem pokračovala ve změnách započatých na Achtung Baby, obsahovala ještě větší podíl elektronické hudby a vlivu techna. Prvním singlem byl Numb, zvláštní jak svým stylem (směsí techna a rapu), tak i způsobem vydání – vyšel výhradně jako „videosingl“ na VHS. Zooropa získala za album cenu Grammy jako nejlepší alternativní album. Po vydání Zooropy turné pokračovalo (pod označením Zooropa a Zoomerang), posledním zastávkou bylo Tokio, 10. prosince 1993.

### Passengers: Original Soundtracks 1 (1995)
Po turné následovala relativně dlouhá přestávka, v průběhu které se členové kapely věnovali několika vedlejším projektům a odpočinku. Bono nahrál duet s Frankem Sinatrou, Larry s Adamem nahráli soundtrack k filmu Mission: Impossible, kapela také přispěla písní Hold Me, Thrill Me, Kiss Me, Kill Me na soundtrack k filmu Batman Forever. V roce 1995 kapela jako celek spolu s Brianem Eno vydala experimentální album nazvané Original Soundtracks 1, pod kterým ovšem nebyli podepsáni jako U2, ale jako Passengers (kvůli vysoce experimentálnímu stylu se produkční společnost zdráhala vydat album pod jménem U2). Pilotním singlem byla píseň Miss Sarajevo (s kapelou ji zpívá Luciano Pavarotti) věnovaná válkou postižené Jugoslávii. Celé album je koncipováno jako soundtrack, jedná se ovšem jen o fikci.

### Pop a Popmart (1996–1998)
Na začátku roku 1996 začali U2 pracovat na dalším studiovém albu, s cílem vydat ho v září téhož roku; to byl už zpočátku přehnaně sebevědomý cíl, žádné dosavadní album nenahráli tak rychle. Původní záměr vydat „přímočaře rock'n'rollové album“ rychle zmizel, album je opět dalším pokusem o změnu stylu – obsahuje spoustu elektronické hudby, efektů a samplů, výsledný zvuk má hodně prvků disca a techna. Skupina se přiznala k záměru zapracovat styl kapel jako Prodigy či The Chemical Brothers. Práce na novém albu však provázelo mnoho potíží; Larrymu se zhoršily problémy se zády a velké části natáčení se prakticky neúčastnil. Natáčení se protahovalo, původní zářijový termín se odsunul na listopad, poté leden, až konečně 4. března 1997 vyšlo album Pop.
Posuny vydání desky byly zvláště nepříjemné s ohledem na fakt, že skupina dopředu podepsala smlouvy na nadcházející koncertní turné, pro které už byly stanoveny i některé termíny. I podle vyjádření některých členů byly proto některé písně na album zařazeny ve stavu jisté nedokončenosti (bez zajímavosti není postřeh, že všechny písně z alba Pop jsou na výběrovém albu Best Of 1990–2000 v remixované podobě). I proto se album setkalo s rozporuplnými reakcemi – na jedné straně odborná kritika chválila novátorský styl, na druhé straně někteří fanoušci tesknili po klasickém zvuku U2 a odmítali přehnaný komerční kolotoč kolem nového alba. Přesto album bylo obchodně výrazně úspěšné a v 28 zemích dosáhlo v prvním týdnu prodeje první pozice žebříčků.
V duchu názvu se drželo i následující koncertní turné nazvané Popmart World Tour. Jednalo se o ještě větší podnik než předchozí Zoo TV, plné odkazů na popkulturu a megalomanských technických zařízení. Jevišti dominoval obří zlatý oblouk (jasný odkaz na McDonald's), tehdy největší televizní obrazovka na světě (šířka cca 50 metrů) a čtyřmetrový citrón. Nedostatek času na přípravu turné se prokázal v první části turné (po Americe), zvláště v úvodním koncertu v Las Vegas, při kterém skupina zkazila píseň Staring at the Sun a musela ji v půlce přerušit a začít hrát znovu. Druhá část turné (po Evropě) již však byla výrazně úspěšnější. Celkový finanční výsledek turné však byl záporný – ačkoli turné získalo přes 80 milionů dolarů, obrovské náklady (přes 100 milionů dolarů) znamenaly faktický neúspěch. V rámci Popmartu U2 také 14. srpna 1997 koncertovali v Praze na Strahovském stadionu před asi 80 000 diváky. Jednalo se o první (a dosud poslední) koncert U2 v Česku.
Na konci roku 1998 pak skupina vydala první výběrové album, The Best of 1980–1990. Kromě standardní jednocédéčkové verze vyšla i rozšířená edice s druhým CD, The B-Sides of 1980–1990, na kterém jsou některé písně vydané dříve jako B-strany starších singlů. Na albu se také objevila nová verze písně Sweetest Thing (Nejsladší věc), která předtím byla vydána jen jako B-strana.
V roce 2000 skupina natočila soundtrack k filmu Wima Wenderse The Million Dollar Hotel (Hotel za milion dolarů), ke kterému byl Bono také autorem námětu a spoluautorem scénáře. Text písně z tohoto soundtracku, The Ground Beneath Her Feet (Zem pod jejíma nohama), napsal Salman Rushdie (báseň se objevila také v Rushdieho stejnojmenné knize).

### All That You Can't Leave Behind a Elevation (2000–2001)

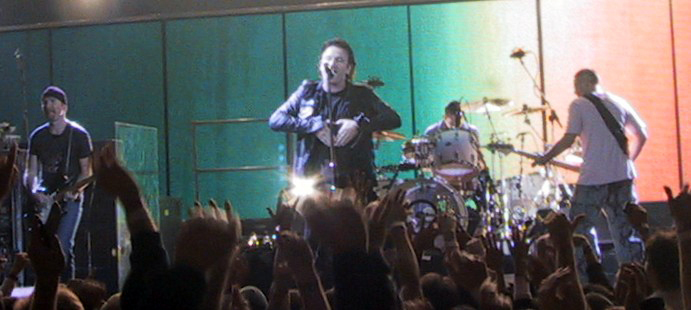
U2 vystupují během Elevation Tour v Kansas City roku 2001

Po jisté kritice experimentálního Popu se U2 dalším albem rozhodli vrátit zpět a v roce 1999 začali nahrávat další studiové album. Na konci října 2000 pak vydali All That You Can't Leave Behind (Vše, co nemůžete nechat za sebou). Poté, co většinu 90. let se skupina snažila změnit styl, tímto albem těchto snah zanechala a vytvořila album klasického rocku, které se setkalo s velice kladným ohlasem. Album debutovalo jako #1 ve 28 zemích světa, největší hit Beautiful Day (Krásný den) získal tři ceny Grammy. Píseň Walk On (Kráčej dál), věnovaná barmské disidentce Aun Schan Su Ťij, vyhrála cenu Grammy o rok později. Další singl Elevation (Stoupání) byl ústřední písní soundtracku k filmu Lara Croft – Tomb Raider.
Na jaře 2001 bylo zahájeno turné Elevation, které bylo také v porovnání s předchozími koncertními šňůrami klidnější, třebaže ne tolik, jak skupina slibovala před zahájením. Po útocích z 11. září 2001 kapela zvažovala zrušení zbytku turné, nakonec se rozhodla v turné pokračovat, jen pro zbývající koncerty upravila seznam hraných skladeb. Turné bylo obrovským úspěchem, prakticky všude bylo vyprodáno, severoamerická část s 80 koncerty získala 110 milionů dolarů, což je druhý nejlepší výsledek (po turné Voodoo Lounge skupiny Rolling Stones z roku 1994).
Po skončení turné ke konci roku skupina vystoupila v poločase XXXVI. ročníku Super Bowlu, přičemž předvedené tři písně, zvláště Where the Streets Have No Name, při které se na pruh látky za kapelou promítala jména obětí útoků 11. září, se setkaly s ohromným ohlasem, fotka Bona s americkou vlajkou v podšívce jeho bundy se objevila na titulních stranách několika časopisů.
V průběhu nahrávání alba i po skončení turné se Bono účastnil mnoha benefičních akcí a propagace svých humanitárních cílů (odpuštění dluhů chudým africkým zemím a boj s HIV/AIDS) v rámci kampaně Jubilee 2000, včetně účastí na summitu G8 v Německu či na sjezdu MMF v Praze.
Na konci roku 2002 skupina vydala druhou část výběru největších hitů, The Best of 1990–2000, opět v jedno- a dvoucédéčkové verzi. Kromě starších hitů se na albu objevily také nové písně Electrical Storm (Bouřka) a The Hands that Built America (Ruce, které postavily Ameriku), která se také objevila na soundtracku k filmu Martina Scorseseho The Gangs of New York (Gangy New Yorku).

### How to Dismantle an Atomic Bomb a Vertigo (2004–2005)

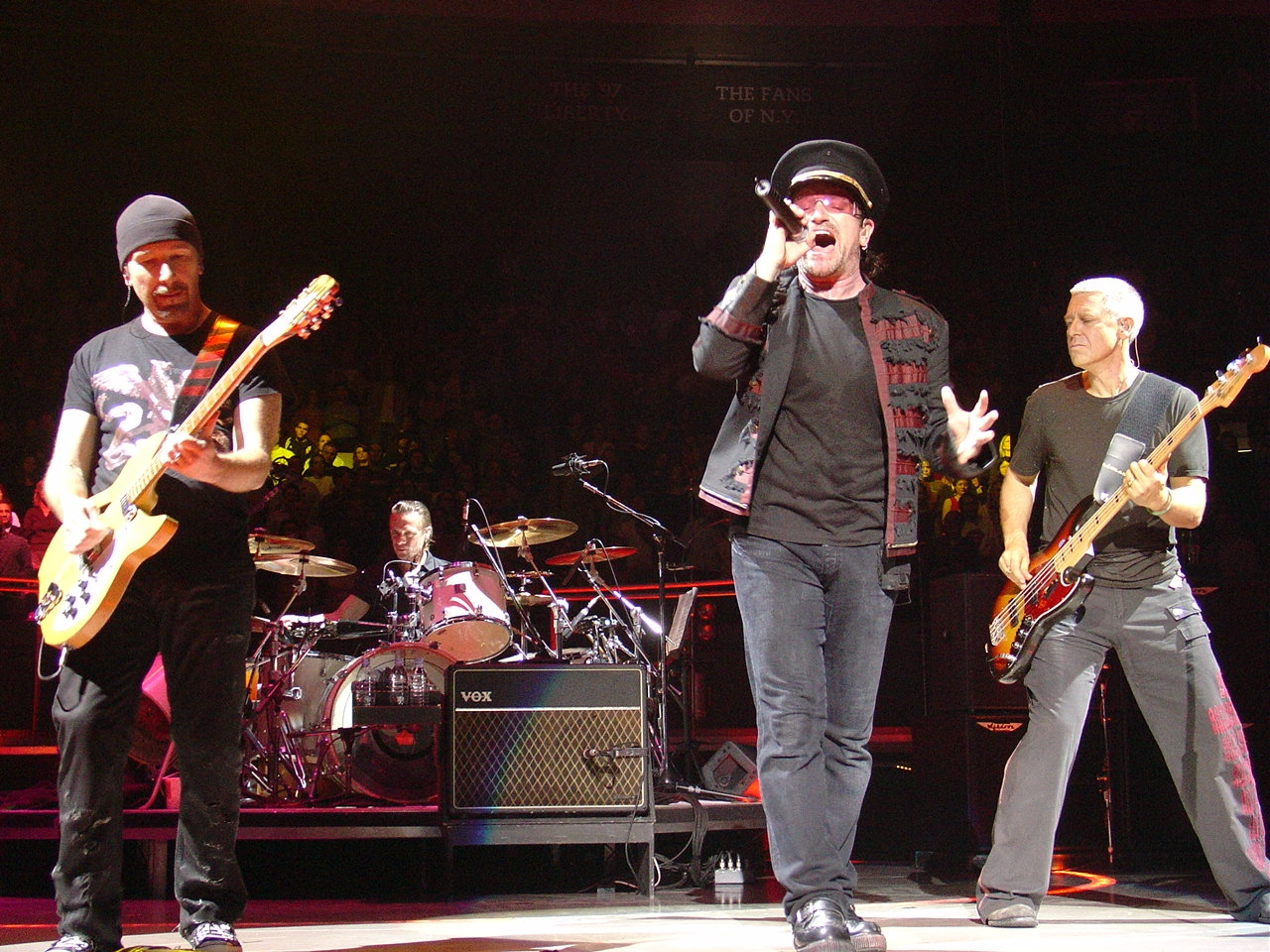
U2 koncertují v Madison Square Garden, listopad 2005

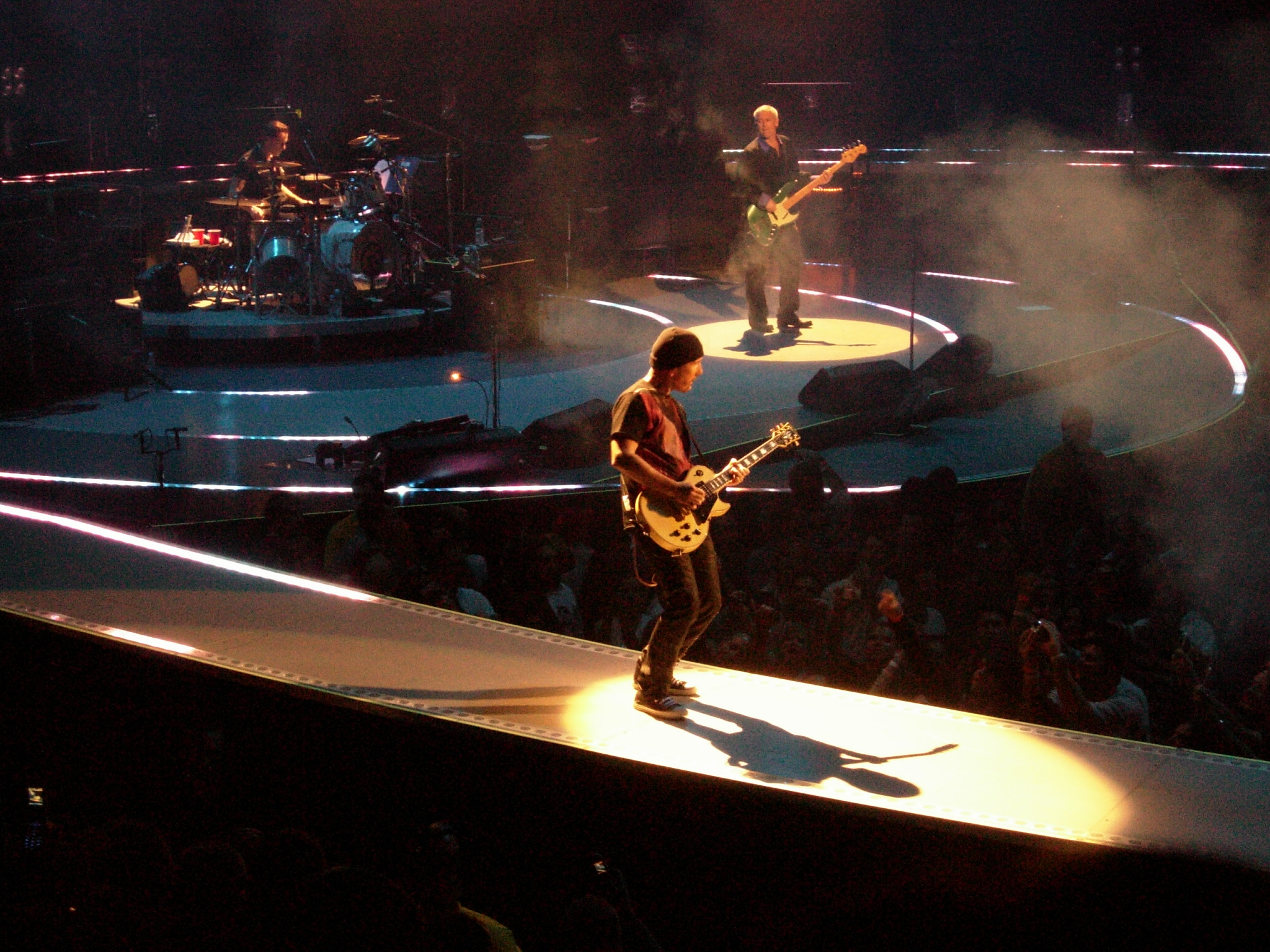
Koncert v Anaheimu, 2005; v popředí The Edge

V průběhu natáčení nového alba byla ve francouzském Nice v červenci 2004 odcizena nahrávka prvotní verze alba; Bono poté oznámil, že pokud se nahrávka objeví na P2P sítích, bude album okamžitě vydáno prostřednictvím iTunes. K ničemu takovému však nedošlo a album How to Dismantle an Atomic Bomb (Jak rozebrat atomovou bombu) vyšlo 22. listopadu 2004. Bono album popsal jako „naše první skutečné rokenrolové album“. Album debutovalo na prvním místě žebříčků ve 32 zemích, v prvním týdnu se v USA prodalo 840 000 kopií, což je pro U2 rekordní výsledek.
Skupina se zapojila do výrazné propagace nového alba – objevili se v několika televizních pořadech v Británii i USA, včetně známé americké Saturday Night Live. Píseň Vertigo (Závrať) použila firma Apple Computers v reklamě na iPod, později také uvedla speciální edici tohoto přístroje věnovanou U2 – přístroj je červenočerný (v barvách nového alba) a na zadní straně jsou vyryté podpisy všech členů skupiny. V rámci tohoto partnerství také internetový obchod iTunes nabídl úplnou diskografii U2 pod názvem The Complete U2 (Úplné U2), která obsahuje prakticky všechny vydané písně skupiny (majitelé U2 edice iPodů pak získali na tuto kolekci slevu).
V dubnu 2004 zařadil časopis Rolling Stone U2 mezi 50 „největších rock&rollových umělců všech dob“. 14. března 2005 (tzn. hned v prvním roce, kdy k tomu byli podle pravidel způsobilí – vyžadováno je uplynutí nejméně 25 let od vydání prvního alba) byli U2 uvedeni do Rockandrollové síně slávy.
Následující turné Vertigo bylo zahájeno 28. března 2005 koncertem v San Diegu (Kalifornie), první část turné probíhala v Severní Americe, poté proběhla evropská část turné, poté se skupina vrátila do Severní Ameriky, následovala jihoamerická část, turné po Austrálii a Novém Zélandu, tři koncerty v Japonsku a celé turné zakončil koncert na Havaji 9. prosince 2006. Koncerty na mnoha místech překonávaly rekordy v prodeji lístků, např. všech 150 000 lístků na dublinský koncert bylo vyprodáno za 50 minut.
V průběhu turné se skupina zúčastnila benefičního koncertu Live 8, který se 2. července 2005 uskutečnil v Londýně. Spolu s Paulem McCartneyem akci zahajovali. Cílem této akce byla podpora Afriky, toto téma U2 propagovali i na koncertech Vertigo Tour.
Při jihoamerické části turné se na koncertech natáčel trojrozměrný záznam koncertu v systému IMAX, který měl pod názvem U2 3D premiéru v lednu 2008.

### No Line on the Horizon a U2 360° (2006–2011)
Od roku 2006 skupina pracovala na nové desce No Line on the Horizon, která vyšla v březnu 2009., Nové album se okamžitě po vydání umístilo v čele hitparád nejprodávanějších alb ve 30 zemích, včetně USA, Velké Británie i České republiky. Jde už o sedmé album U2 na špici americké hitparády, což skupinu řadí za Beatles (19krát) a Rolling Stones (9krát).
Od června 2009 do roku 2011 byla skupina na turné U2 360°, které se stalo historicky nejúspěšnějším turné všech dob jak počtem prodaných lístků, tak i příjmem z nich.

### Songs of Innocence a Innocence + Experience (2011–2015)

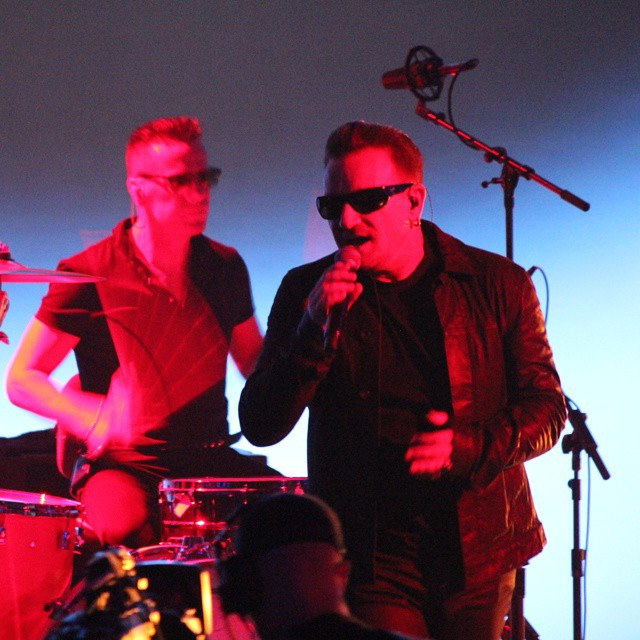
U2 během vystoupení, které ohlásilo vydání alba Songs of Innocence na září 2014

V rámci propagační akce firmy Apple představili U2 9. září 2014 své třinácté studiové album, Songs of Innocence, jeho digitální kopii obdrželi téhož den zdarma všichni uživatelé iTunes. Album bylo zpřístupněno více než 500 milionům lidí. Skupina dostala za své písně zaplaceno od firmy Apple.
Poté, co se Bono zotavil z vážných zranění, která utrpěl při nehodě na kole 16. listopadu 2014, absolvovala skupina mezi květnem a prosincem 2015 turné Innocence + Experience.

### The Joshua Tree Tour 2017, Songs of Experience a Experience + Innocence (2016-2019)
V roce 2016 pracovali U2 na dalším studiovém albu, Songs of Experience, které bylo zamýšleno jako pokračování alba předchozího, Songs of Innocence. Vydání bylo plánováno na závěr roku, avšak kvůli velkým politickým změnám, např. referendum o Brexitu, americké prezidentské volby, se skupina rozhodla album pozdržet a upravit. Skupina strávila mnoho času přepisováním textů, změnou aranžmá, remixováním písní a sledováním různých produkčních stylů.
V roce 2017 uspořádali turné k 30. výročí alba The Joshua Tree, kdy každý koncert obsahoval všechny písně z tohoto alba. Bylo to poprvé, kdy skupina propagovala jedno ze svých nejstarších alb více, než nové album. The Edge komentoval některé světové události, které způsobily zpoždění vydání Songs of Experience, jako to, co rozhodlo, že byla obnovena propagace The Joshua Tree.

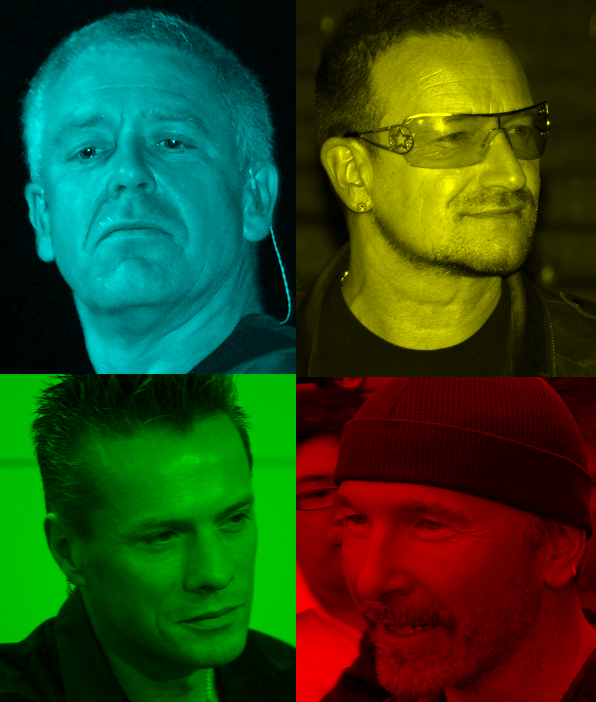
Vizuál skupiny z 10. let

Při koncertech byla použita video obrazovka (7,6K) o rozměrech 61 m × 14 m, která měla, podle The Guardian, největší a nejvyšší rozlišení, které kdy bylo použito na koncertní turné. Součástí turné bylo vystoupení na Bonnaroo Music Festival v červnu. Turné vydělalo více než 316 milionů USD, z více než 2,7 milionu prodaných vstupenek, což byl nejvíce růstový podnik v rámci všech celosvětových koncertních turné.
Album Songs of Experience bylo vydáno 1. prosince 2017.  První singl „You're the Best Thing About Me" je jedna z mnoha písní na albu, které jsou vlastně dopisy napsané Bonem o lidech a místech, která jsou nejblíže jeho srdci. Osobní povaha textů odráží „dotek smrti, poznání své smrtelnosti“, resp. o Bonův zážitek který měl během nahrávání alba. V roce 2018 se skupina vydala na turné Experience + Innocence Tour, které začalo v Tulse v Oklahomě dne 2. května 2018. Podle časopisu Billboardu vydělala skupina z 924 000 prodaných vstupenek 126,2 milionu dolarů.
Skupina, v rámci jubilejního koncertního turné The Joshua Tree, navštívila v roce 2019 Oceánii a Asii. Bylo to první vystoupení kapely v Austrálii a na Novém Zélandu od turné 360° v roce 2010, a jejich vůbec první vystoupení v Jižní Koreji, Singapuru, Indii a na Filipínách. Skupina vydala nový singl „Ahimsa" spolu s indickým hudebníkem A. R. Rahmanem, se kterým propagovala prosincový koncert v Indii.

### Songs of Surrender (2023)
V lednu 2023 vydala kapela účtující album Songs of Surrender, které představuje akustické cover-verze a aktualizace nejznámějších písní skupiny.

## Diskografie
U2 vydaly skladby, které jsou dostupné na: audiokazetách, LP, Stereo 8. CD, DVD, MP3, FLAC. V žánrech rock, pop, dance.

### Alba - počet
- Studiová alba: 14
- Live album: 1
- Kompilační alba: 3
- Video alba: 15
- Hudební videa: 72
- EP: 8
- Singly: 83
- Alba pro předplatitele: 13

### Hlavní alba
| Rok  | Datum        |             | Název                           | Žánr                     | Prodané kopie (ks) | Počet skladeb | Stopáž  | Dostupné na nosiči            |  |
| ---- | ------------ | ----------- | ------------------------------- | ------------------------ | ------------------ | ------------- | ------- | ----------------------------- |  |
| 1980 | 20. říjen    | album č.1   | Boy                             | rock                     | 3,7 mil.           | 11            | 42:10   | Audiokazeta, LP               |  |
| 1981 | 12. říjen    | album č.2   | October                         | rock                     | 3,6 mil.           | 11            | 41:02   | Audiokazeta, LP               |  |
| 1983 | 28. únor     | album č.3   | War                             | rock                     | 11 mil.            | 10            | 42:01   | Audiokazeta, LP, CD           |  |
| 1984 | 1. říjen     | album č.4   | The Unforgettable Fire          | rock, post-punk          | 8,1 mil.           | 10            | 42:38   | Audiokazeta, LP, CD, Stereo 8 |  |
| 1987 | 9. březen    | album č.5   | The Joshua Tree                 | rock                     | 25 mil.            | 11            | 50:04   | MP3, FLAC, CD, LP             |  |
| 1988 | 10. říjen    | album č.6   | Rattle and Hum                  | rock                     | 14 mil.            | 17            | 1:12:18 | MP3, FLAC, CD                 |  |
| 1991 | 18. listopad | album č.7   | Achtung Baby                    | rock                     | 18 mil.            | 12            | 55:27   |                               |  |
| 1993 | 5. červenec  | album č.8   | Zooropa                         | alternativní rock        | 7 mil.             | 10            | 49:48   | MP3, FLAC, CD, LP             |  |
| 1997 | 3. březen    | album č.9   | Pop                             | alternativní rock, dance | 6,7 mil.           | 12            | 1:00:01 | MP3, FLAC, CD, LP             |  |
| 2000 | 30. říjen    | album č.10  | All That You Can't Leave Behind | rock                     | 12 mil.            | 12            | 52:49   | MP3, FLAC, CD                 |  |
| 2004 | 22. listopad | album č.11  | How to Dismantle an Atomic Bomb | rock                     | 10 mil.            | 11            | 48:30   | MP3, FLAC, CD, LP             |  |
| 2009 | 27. únor     | album č.12  | No Line on the Horizon          | rock                     | 5 mil.             | 11            | 53:29   | MP3, FLAC, CD                 |  |
| 2014 | 9. září      | album č.13  | Songs of Innocence              | rock                     |                    | 11            | 48:11   | MP3, FLAC, CD, LP             |  |
| 2017 | 1. prosinec  | album č.14  | Songs of Experience             | rock                     | 1,3 mil.           | 13            | 51:07   | MP3, FLAC, CD, LP             |  |
| 2022 | 1. leden     | album č. 15 | Songs of Surrender              | rock, pop                |                    |               |         |                               |  |

## Turné
- U2-3 Tour (1979–1980)
- 11 O'Clock Tick Tock Tour (1980)
- Boy Tour (1980–1981)
- October Tour (1981–1982)
- War Tour (1982–1983)
- The Unforgettable Fire Tour (1984–1985)
- The Joshua Tree Tour (1987)
- Lovetown Tour (1989–1990)
- Zoo TV Tour (1992–1993)
- PopMart Tour (1997–1998)
- Elevation Tour (2001)
- Vertigo Tour (2005–2006)
- U2 360° Tour (2009–2011)
- Innocence + Experience Tour (2015)
- The Joshua Tree Tour 2017 (2017)
- Experience + Innocence Tour (2018)
- The Joshua Tree Tour 2019 (2019)